# Mühlgraben (Mordach)
Der Mühlgraben ist ein etwa 350 m langer Mühlkanal zwischen dem Beerbach und dessen rechtem Zufluss Mordach (Bach vom Kirschberg) im hessischen Landkreis Darmstadt-Dieburg.

## Verlauf
Der Mühlgraben verläuft im Vorderen Odenwald und im Naturpark Bergstraße-Odenwald. Er zweigt östlich der Landesstraße 3098 (Mühlstraße) zwischen der Waldmühle und der Zehmühle vom Beerbach ab und fließt nach Norden. Wenige Meter östlich der Zehmühle stößt er auf die Mordach. Letztere fließt weiter nach Westen durch den Weiler In der Mordach, um dort in den Beerbach zu münden.